# Love Yourself: Tear
Love Yourself 轉 ‘Tear’ ist das dritte Studioalbum der südkoreanischen Boygroup BTS, welches am 18. Mai 2018 über Big Hit Entertainment erschien. Das Album enthält elf Lieder mit Fake Love als einzige Single. Vier verschiedene physikalische Versionen (Y, O, U, R) wurden veröffentlicht. Tear ist der Nachfolger ihrer EP Love Yourself 承 ‘Her’, die im September 2017 erschien.

## Hintergrund und Werbung
Love Yourself 轉 ‘Tear’ wurde am 14. April 2018 über den Kurzfilm Euphoria: Theme of Love Yourself 起 Wonder angekündigt. Tear ist der direkte Nachfolger der EP Love Yourself 承 ‘Her’. Das Lied Euphoria, gesungen von Bandmitglied Jungkook und geschrieben von Leader RM, soll als Brücke zwischen den beiden Alben dienen. Am 6. Mai kam der Comeback-Trailer Singularity von Gruppenmitglied V heraus. Der Song wurde von Billboard für den mysteriösen Sound und die Jazz-Elemente gelobt. Am 8. Mai wurden die Konzept-Fotos der „O“ und „R“ Versionen und zwei Tage später die „Y“ und „U“ Versionen auf Twitter gepostet. Am 13. Mai veröffentlichte BigHit die Titelliste.
Zwei Stunden vor der Publizierung des Albums gab es einen live aus Los Angeles ausgetragenen Stream auf der V App, in dem die Mitglieder ihr neues Album feierten.
Die Debüt-Performance von Fake Love hatte die Gruppe bei den Billboard Music Awards 2018, wo sie ebenfalls den Preis für „Top Social Artist“ gewannen.
Am 24. Mai organisierte Mnet eine Comeback-Show, die weltweit live-gestreamt wurde.
Im August 2018 startete die BTS World Tour: Love Yourself.

## Titelliste
| Nr.          | Titel                                                                        | Text                                                                                        | Länge |
| ------------ | ---------------------------------------------------------------------------- | ------------------------------------------------------------------------------------------- | ----- |
| 1.           | Intro: Singularity                                                           | Charlie J. Perry • RM                                                                       | 3:14  |
| 2.           | Fake Love                                                                    | Pdogg • Bang Si-Hyuk • RM                                                                   | 4:06  |
| 3.           | The Truth Untold (전하지 못한 진심, Jeonhaji motan jinsim; feat. Steve Aoki) | Steve Aoki • Roland Spreckley • Jake Torrey • Noah Conrad • Annika Wells • RM • Slow Rabbit | 4:02  |
| 4.           | 134340                                                                       | Pdogg • Adora • Bobby Chung • RM • Martin Luke Brown • Orla Gartland • Suga • J-Hope        | 3:49  |
| 5.           | Paradise (낙원, Nagwon)                                                      | Tyler Acord • MNEK • RM • Song Jae-kyung • Suga • J-Hope                                    | 3:30  |
| 6.           | Love Maze                                                                    | Pdogg DJ • Swivel • Candace Nicole Sosa • RM • Suga • J-Hope • Bobby Chung • Adora          | 3:40  |
| 7.           | Magic Shop                                                                   | Jungkook • Hiss noise • RM • DJ Swivel • Candace Nicole Sosa • Adora • J-Hope • Suga        | 4:36  |
| 8.           | Airplane pt. 2                                                               | Pdogg • RM • Ali Tamposi • Liza Owens • Suga • J-Hope                                       | 3:39  |
| 9.           | Anpanman                                                                     | Pdogg • Supreme Boi • RM • Jinbo                                                            | 3:54  |
| 10.          | So What                                                                      | Pdogg • Adora • RM • Suga • J-Hope                                                          | 4:44  |
| 11.          | Outro: Tear                                                                  | Shin Myung-soo • DOCSKIM • Suga • RM • J-Hope                                               | 4:45  |
| Gesamtlänge: | Gesamtlänge:                                                                 | Gesamtlänge:                                                                                | 43:29 |

## Musikvideos
Am 14. und 16. Mai wurden Teaser zu Fake Love veröffentlicht. Das Musikvideo erschien am 18. Mai zeitgleich mit dem Album.

## Rezeption

### Kritiken
Tear erhielt hauptsächlich positives Feedback von Musikkritikern.
Neil Z. Yeung von AllMusic gab dem Album vier von fünf Sternen. Sheldon Pearce schrieb für Pitchfork, dass das Album die Themen Liebe und Verlust thematisiert und der Rap im Vordergrund steht.

### Preisverleihungen
Im Dezember 2018 wurde Tear für einen Grammy in der Kategorie „Bestes Aufnahme-Paket“ nominiert.
| Jahr | Preisverleihung               | Empfänger           | Preis                               | Ergebnis  | Ref.   |
| ---- | ----------------------------- | ------------------- | ----------------------------------- | --------- | ------ |
| 2018 | Melon Music Awards            | Love Yourself: Tear | Album of the Year                   | Gewonnen  | [ 19 ] |
| 2018 | Melon Music Awards            | „FAKE LOVE“         | Song of the Year                    | Nominiert | [ 19 ] |
| 2018 | Melon Music Awards            | „FAKE LOVE“         | Best Rap/Hip Hop Song               | Gewonnen  | [ 19 ] |
| 2018 | Mnet Asian Music Awards       | Love Yourself: Tear | Album of the Year                   | Gewonnen  | [ 20 ] |
| 2018 | Mnet Asian Music Awards       | „FAKE LOVE“         | Mwave Global Fans' Choice           | Gewonnen  | [ 20 ] |
| 2018 | Mnet Asian Music Awards       | „FAKE LOVE“         | Best Dance Performance – Male Group | Nominiert | [ 20 ] |
| 2018 | Mnet Asian Music Awards       | „FAKE LOVE“         | Song of the Year                    | Nominiert | [ 20 ] |
| 2018 | MBC Plus X Genie Music Awards | „FAKE LOVE“         | Rap/Hip Hop Music Award             | Nominiert | [ 21 ] |
| 2018 | MBC Plus X Genie Music Awards | „FAKE LOVE“         | Song of the Year                    | Nominiert | [ 21 ] |
| 2018 | MTV Video Music Awards Japan  | „FAKE LOVE“         | Best Group Video – International    | Gewonnen  | [ 22 ] |
| 2019 | Seoul Music Awards            | Love Yourself: Tear | Record of the Year (Album)          | Gewonnen  | [ 23 ] |
| 2019 | Gaon Chart Music Awards       | Love Yourself: Tear | Album of the Year – 2nd Quarter     | Gewonnen  | [ 24 ] |
| 2019 | Gaon Chart Music Awards       | „FAKE LOVE“         | Song of the Year – May              | Nominiert | [ 24 ] |
| 2019 | Golden Disc Awards            | „FAKE LOVE“         | Digital Bonsang                     | Gewonnen  | [ 25 ] |
| 2019 | Korean Music Awards           | „FAKE LOVE“         | Song of the Year                    | Gewonnen  | [ 26 ] |
| 2019 | Korean Music Awards           | „FAKE LOVE“         | Best Pop Song                       | Gewonnen  | [ 26 ] |

Musikshows
| Programm                  | Datum                                   | Ref                  |
| ------------------------- | --------------------------------------- | -------------------- |
| Music Bank (KBS)          | 25. Mai 2018 1. Juni 2018 8. Juni 2018  | [ 27 ] [ 28 ] [ 29 ] |
| Show! Music Core (MBC)    | 26. Mai 2018 2. Juni 2018 9. Juni 2018  | [ 30 ] [ 31 ] [ 32 ] |
| Inkigayo (SBS)            | 27. Mai 2018 3. Juni 2018 10. Juni 2018 | [ 33 ] [ 34 ] [ 35 ] |
| Show Champion (MBC Music) | 30. Mai 2018                            | [ 36 ]               |
| M!Countdown (Mnet)        | 31. Mai 2018 7. Juni 2018               | [ 37 ] [ 38 ]        |

## Kommerzieller Erfolg

### Chartplatzierungen
Innerhalb von sechs Tagen wurde das Album über 1,4 Millionen Mal vorbestellt und brach Love Yourself 承 ‘Her’s Rekord für die meisten Vorbestellungen in der koreanischen Musikindustrie – somit wurde die Gruppe zum ersten koreanischen Act mit zwei Alben, die über eine Million Vorbestellungen erzielten.
In der 20. Kalenderwoche des Jahres 2018 platzierte sich das Album auf Platz eins der südkoreanischen Albumcharts. Die Single Fake Love platzierte sich auf Platz sechs.
Es ist das erste Album einer koreanischen Band, das die Spitze der Billboard-Album-Charts erreichte. Zudem handelt es sich um das erste nicht-englischsprachige Album seit 12 Jahren auf Platz eins der US-Album-Charts.
| ChartsChartplatzierungen       | Höchstplatzierung | Wochen |
| ------------------------------ | ----------------- | ------ |
| Deutschland (GfK)              | 17 (30 Wo.)       | 30     |
| Österreich (Ö3)                | 5 (2 Wo.)         | 2      |
| Schweiz (IFPI)                 | 8 (10 Wo.)        | 10     |
| Südkorea (KMCA)                | 1 (280 Wo.)       | 280    |
| Vereinigte Staaten (Billboard) | 1 (15 Wo.)        | 15     |
| Vereinigtes Königreich (OCC)   | 8 (11 Wo.)        | 11     |

| ChartsJahrescharts (2018)      | Platzierung |
| ------------------------------ | ----------- |
| Südkorea (KMCA)                | 2           |
| Vereinigte Staaten (Billboard) | 101         |

| ChartsJahrescharts (2019) | Platzierung |
| ------------------------- | ----------- |
| Südkorea (KMCA)           | 15          |

| ChartsJahrescharts (2020) | Platzierung |
| ------------------------- | ----------- |
| Südkorea (KMCA)           | 51          |

| ChartsJahrescharts (2021) | Platzierung |
| ------------------------- | ----------- |
| Südkorea (KMCA)           | 28          |

| ChartsJahrescharts (2022) | Platzierung |
| ------------------------- | ----------- |
| Südkorea (KMCA)           | 48          |

### Auszeichnungen für Musikverkäufe
| Land/Region                  | Auszeichnungen für Musikverkäufe (Land/Region, Auszeichnung, Verkäufe) | Verkäufe  |
| ---------------------------- | ---------------------------------------------------------------------- | --------- |
| Frankreich (SNEP)            | Gold                                                                   | 50.000    |
| Japan (RIAJ)                 | Gold                                                                   | 197.180   |
| Neuseeland (RMNZ)            | Gold                                                                   | 7.500     |
| Polen (ZPAV)                 | Gold                                                                   | 10.000    |
| Singapur (RIAS)              | Gold                                                                   | 5.000     |
| Südkorea (KMCA)              | 3× Diamant                                                             | 3.000.000 |
| Vereinigte Staaten (RIAA)    | —                                                                      | 212.953   |
| Vereinigtes Königreich (BPI) | Gold                                                                   | 100.000   |
| Insgesamt                    | 6× Gold · 3× Diamant ·                                                 | 3.582.633 |

Hauptartikel: BTS (Band)/Auszeichnungen für Musikverkäufe